# 47-я стрелковая бригада
47-я отдельная (курсантская) стрелковая бригада, воинское формирование вооружённых сил СССР в Великой Отечественной войне.

## История

### Формирование
ПРИКАЗ О СФОРМИРОВАНИИ 50 ОТДЕЛЬНЫХ СТРЕЛКОВЫХ БРИГАД № 00105 14 октября 1941 г.

Во исполнение постановления Государственного Комитета Обороны № 796сс от 14 октября с. г. приказываю:

К 28 октября 1941 г.* сформировать 50 отдельных стрелковых бригад, согласно прилагаемого штатного расчёта. Формирование провести:

1. В СКВО: 11, 12, 13, 14, 15, 16-ю отдельные стрелковые бригады.

2. В ОрВО: 17, 18, 19, 20, 21-ю отдельные стрелковые бригады.

3. В ХВО: 22, 23, 24, 25-ю отдельные стрелковые бригады.

4. В МВО: 26, 27, 28, 29, 30, 31-ю отдельные стрелковые бригады.

5. В АрхВО: 32-ю, 33-ю отдельные стрелковые бригады.

6. В САВО: 34, 35, 36, 37, 38, 39, 40-ю отдельные стрелковые бригады.

7. В СибВО: 41, 42, 43, 44, 45-ю отдельные стрелковые бригады.

8. В УрВО: 46, 47, 48, 49, 50-ю отдельные стрелковые бригады.

9. В ПриВО: 51, 52, 53, 54, 55, 56, 57, 58, 59, 60-ю отдельные стрелковые бригады.

На укомплектование указанных частей обратить: 40 000 курсантов из военных училищ, 40 000 курсантов полковых школ, 20 000 политбойцов и 116 000 из числа выздоравливающих после ранения бойцов.

Начальнику Главного управления формирования и укомплектования войск Красной Армии отдельные стрелковые бригады, формируемые в Московском, Орловском и Харьковском военных округах, после их укомплектования личным составом отвести и дислоцировать в Уральском, Сибирском и Среднеазиатском военных округах.

Народный комиссар обороны СССР И. СТАЛИН
Бригада формировалась в октябре 1941 г. (по наиболее достоверным данным в г. Челябинске)
Воспоминание Рогачёва Александра Петровича, жителя города Ефремов Тульской области. Призванного в 1941 году и направленного с другими призывниками в запасной стрелковый полк в Йошкар-Олу: "В первых числах ноября наша подготовка закончилась. В середине ноября нам выдали добротное обмундирование - байковое нижнее бельё, телогрейку, шинель, маскхалат, подшлемник, валенки.
Каски не было. В городе Йошкар-Ола сформировали нашу 47-ю отдельную стрелковую бригаду…"
В некоторых Донесениях о безвозвратных потерях в названии бригады в скобках указывается — курсантская, в дальнейшем именуется просто 47-я отдельная стрелковая бригада. Называлась так, потому что была частично сформирована из курсантов уральских военных училищ, не успевших закончить ускоренный курс обучения и не получивших офицерские звания.
В связи со сложным положением на фронте (в частности на московском направлении) курсанты были отозваны с учёбы и зачислены в основном на сержантские и рядовые должности.

"Весной 1941 года Евгений Константинов добровольно вызвался на учёбу в военное училище, а уже в октябре был командиром пехотного отделения 47-й стрелковой бригады, принявшей участие в кровопролитных боях под Москвой. 
Эти бои Евгений Сергеевич помнит и сегодня, спустя 60 лет. За десять дней боёв было столько испытаний, сколько другому человеку за всю жизнь не выпадет. В боях в районе Волоколамска вынес с поля боя раненого капитана, своего друга-земляка Павла Дербенёва, а в конце боя был сам тяжело ранен. За этот бой Евгения наградили медалью «За оборону Москвы».

Газета Нефтяник ЗАО «Лукойл-Пермь» № 7(64) 2001 г.
Бригада на этапе формирования комплектовалась жителями разных областей преимущественно уральцами. В ней служили представители Челябинской, Свердловской, Молотовской, Кировской, Куйбышевской областей, Башкирии, Удмуртии, Ленинграда, Свердловска, Магнитогорска, Молотова, Уфы и многих других республик, областей и городов.
Возраст военнослужащих примерно одинаково распределяется по всем возрастным категориям от 18 до 38 лет.
Бригада на момент начала боевых действий имела в своём составе три отдельных стрелковых батальона (1-й, 2-й, 3-й), отдельный миномётный батальон, артдивизион 76-мм пушек, отдельный батальон связи, отдельную гужтранспортную роту, взвод ПВО, взвод НКВД, управление бригады.

### Первые бои
В ноябре 1941 года бригада включается в состав срочно формируемой 1-й ударной армии (командующий генерал-лейтенант Василий Иванович Кузнецов, начальник политотдела — генерал-лейтенант Фёдор Яковлевич Лисицын, член Военного совета — секретарь Московского Комитета ВКПб Яков Сергеевич Колесов) и несколькими железнодорожными эшелонами перебрасывается из пункта формирования в район сосредоточения — г. Яхрома, Дмитров, Загорск (Московской области).
Имеются данные, что «бригада первой из челябинских воинских соединений вступила в бой 24 ноября на подступах к Москве».
По другим данным — 28 ноября 1941 года отдельные подразделения бригады в составе 1-й ударной армии возможно вступили в бой с передовыми частями 7-й танковой дивизии вермахта с ходу захватившими Яхрому, мост через канал Москва-Волга и создавшими плацдарм на восточном берегу канала в районе Перемилово — Семешки.

"Первый плацдарм за каналом был создан частями 7-й танковой дивизии ещё 28 ноября. Боевая группа дивизии под командованием оберста фон Мантейфеля, сформированная из частей 6-го мотопехотного полка и частей 25-го танкового полка в смелой атаке перешли через неповреждённый мост вблизи Яхромы, разгромили русский танковый взвод и уничтожили расположенную здесь электростанцию, снабжавшую электроэнергией значительную часть Москвы.
  Сталин отлично понимал, какая опасность нависла над русской столицей,  и приказал организовать мощное контрнаступление,  чтобы ликвидировать созданные плацдармы.  Генерал  армии Жуков собрал  с других участков  фронта  все доступные  танковые  бригады,  которые  тотчас  перешли  в  контрнаступление,  в  то  время как  отряды  народного  ополчения  вместе  с мирными гражданами  - жителями  восточного берега канала  закрепились  южнее  Яхромы.  Поэтому наконец  подошедшие  батальоны  14-й мотопехотной  дивизии  и  36-й  мотопехотной  дивизии  остались  на  западном  берегу  канала,  чтобы,  по  крайней  мере,  защитить левый  фланг  7-й  танковой  дивизии.  Пришедшая  позднее  6-я  танковая  дивизия  стала  справа  от 7-й дивизии.
Уже  вечером  28  ноября началась атака  тяжёлых  советских  танков  Т-34 на небольшую боевую  группу  оберста  фон  МантеЙфеля.  Немногочисленные  немецкие танки  типов  P-III и  P-IV 25-ro танкового полка во всех отношениях уступали противнику,  да  и  израсходовали  свои  боеприпасы.  Оберст  фон  Мантейфель решился 29 ноября оставить плацдарм и вернуться  на  западный берег канала Москва-Волга.”

(Вернер Хаупт "Битва  за Москву.  Первое решающее сражение  Второй мировой. 1941-1942"/ Пер. с нем. Л. А Игоревскoro. - М.:ЗЛО Центрполиграф,  2010.).
В любом случае, первые боестолкновения с противником случились не позднее 30 ноября 1941 года в районе д. Деденево, Шуколово. Это представляется наиболее достоверной датой.
Донесение о безвозвратных потерях исходящий № 0114 от 30 марта 1942 года 47-й отд. стрелковой бригады говорит о четверых «убитых в бою» 30 ноября и похороненных в Деденево, Шуколово.
28 ноября 1941 года в этом же Донесении имеется запись о двух «шофёрах» из «отдельной гужтранспортной роты», «убитых при бомбардировке»и «похороненных в районе г. Дмитров»

### Участие вКлинско-Солнечногорской наступательной операции
Затем бригада участвует в первом за войну наступлении и освобождении одного из первых городов — Клина и десятков других селений, пройдя с боями более 150 км. В феврале 1942 г. после победы под Москвой челябинцев перебросили на Северо-Западный фронт. Здесь они вели оборонительные бои до весны 1943 г. В апреле в районе оз. Ильмень, Старая Русса на базе бригады была развёрнута 70-я стрелковая дивизия.

## Полное название
- 47-я отдельная стрелковая бригада

## Командиры
Командир — полковник Лысенков, Сергей Николаевич.
Начальник штаба — подполковник Китаев
Военный комиссар — батальонный комиссар Т. Худобин